# Francesco Mazzuoli (pittore)
Francesco Mazzuoli (Siena, 1763 – Siena, 1839) è stato un pittore e restauratore italiano.

## Biografia
Figlio di Giuseppe Maria il Giovane e Faustina Castelli, nacque nel 1763 a Siena, in una famiglia di artisti illustri risalente al XVII secolo. Si formò artisticamente a Roma, nella bottega di Niccolò Lapiccola, e vinse nel 1783 l'alunnato Biringucci che gli permise di studiare all'Accademia di belle arti di Firenze, dalla quale si diplomò nel 1790. Rientrato a Siena, qui vi lavorò come pittore, restauratore, copista e maestro di disegno.
In seguito al terremoto che colpì Siena nel 1798, si occupò dei lavori di restauro degli affreschi rovinati dal sisma, come quelli di Raffaello Vanni della chiesa di San Sebastiano in Vallepiatta, di Giuliano Traballesi alla chiesa di San Pellegrino alla Sapienza, e i cicli dell'oratorio di Santa Caterina in Fontebranda. Restaurò anche la santa Caterina di Sano di Pietro nell'Incoronazione della Madonna tra i santi senesi Caterina e Bernardino nel palazzo Pubblico. Nel 1812 intervenne sugli affreschi di Domenico Beccafumi nella nicchia del coro del duomo di Siena.
Tenne la prima cattedra di disegno alla neocostituita Accademia di belle arti di Siena dal 1816 al 1837, e fu anche direttore dell'istituto per due anni in sostituzione di Giuseppe Collignon.